# 23P/Brorsen-Metcalf
23P/Brorsen-Metcalf – kometa okresowa, należąca do grupy komet typu Halleya.

## Odkrycie i nazwa
Kometę tę odkrył astronom Theodor Brorsen 20 lipca 1847 roku w obserwatorium w Altona w Hamburgu (Niemcy).   
21 sierpnia 1919 roku ponownie odkrył ją Joel Hastings Metcalf, stwierdzając, że jest ona kometą okresową. Miała ona wówczas jasność obserwowaną 8 magnitudo.
W nazwie znajdują się zatem dwa nazwiska odkrywców.

## Orbita komety
Orbita komety 23P/Brorsen-Metcalf ma kształt bardzo wydłużonej elipsy o mimośrodzie 0,97. Jej peryhelium znajduje się w odległości 0,478 j.a., aphelium zaś 33,65 j.a. od Słońca. Jej okres obiegu wokół Słońca wynosi ponad 70,5 roku, nachylenie do ekliptyki to wartość 19,33˚.

## Właściwości fizyczne
Jądro tej komety ma wielkość kilka lub kilkanaście km.